# Semafor
Semafor (eng: traffic light; traffic signal) je uređaj za signalizaciju i regulaciju prometa. Najčešće se postavlja na raskrižju, pješačkom prijelazu, željezničkoj pruzi ili na bilo kojem drugom mjestu gdje će služiti za reguliranje prometa.
Prema međunarodnoj normi, temeljne boje su mu crvena (STANI), žuta i zelena (KRENI).

## Funkcija semafora
Zeleno svjetlo dopušta promet u naznačenom smjeru, ako je to sigurno i ako na drugom mjestu raskrižja ima mjesta.
Žuto svjetlo upozorava da se signal sprema u crvenu. U mnogim europskim zemljama - među njima i u Velikoj Britaniji - faza tijekom koje se crveno i žuto prikazuju zajedno ukazuje da se signal sprema promijeniti u zeleni. Radnje koje zahtijevaju vozači na žutom svjetlu razlikuju se, pri čemu neke nadležnosti zahtijevaju da se vozači zaustave ako je to sigurno moguće, a drugi dopuštaju vozačima da prođu kroz raskrižje ako je to sigurno moguće.
Crveno svjetlo zabranjuje kretanje bilo kakvom prometu.
U nekim zemljama prometni signali trepere ako monitor sukoba prepozna problem, poput greške koja pokušava prikazati zeleno svjetlo u sukobu prometa. Signal može prikazati treptavo žutu do glavne ceste i treperi crveno na bočnu cestu, ili treperi crveno u svim smjerovima. Operacija s treptanjem može se koristiti i tijekom dana kada je promet lagan, kao što je kasno u noć.

## Povijest
Dana 9. prosinca 1868. godine postavljeni su prvi semafori s plinom izvan Doma parlamenta u Londonu za kontrolu prometa u Bridge Streetu, Velikoj George ulici i Parlament Streetu. Predložio ih je željeznički inženjer J. P. Knight iz Nottinghama koji je ovu ideju prilagodio svojim dizajnom željezničkih signalizacijskih sustava, a konstruirali su ih željeznički signalni inženjeri Saxby & Farmer. Glavni razlog semafora bio je taj što je preko Westminsterskog mosta došlo do prekrivanja konjskog prometa koji je prisilio tisuće pješaka da pješače pored domova parlamenta.
Plinski fenjer ručno je okrenuo službenik prometne policije s polugom u svom podnožju, tako da se odgovarajuća svjetlost okrenula prometu. Signal je bio visok 6,7 m. Svjetlo se naziva semafor i imalo je ruke koje bi se pružale vodoravno koje su naredile vozačima da se "zaustave", a zatim bi se ruke spuštale na kut od 45 stupnjeva kako bi vozačima rekli da nastave s "oprezom". Noću bi crveno svjetlo naredilo "Stani", a zeleno bi značilo korištenje "oprez".
Iako je rečeno da ima uspjeh u kontroli prometa, njezin radni vijek bio je kratak. Eksplodirala je 2. siječnja 1869. zbog curenja u jednom od plinovoda ispod kolnika i ozlijedila policajca koji je upravljao njime.
U prva dva desetljeća 20. stoljeća prometne semaforske signalizacije poput one u Londonu bile su u upotrebi diljem Sjedinjenih Država, a svaka je država imala svoj dizajn uređaja. Jedan primjer je iz Toleda, Ohio, 1908. Riječi "Stop" i "Idi" bile su bijele boje na zelenoj pozadini, a svjetla su imala crvene i zelene leće osvijetljene kerozinskim lampama za noćne putnike, a ruke su iznosile 8 stopa (2,4 m ) iznad zemlje.
1912. godine uređaj za kontrolu prometa postavljen je na vrhu kule u Parizu na Bulevaru Rue Montmartre i Grande. Ovaj signal tornja policija je uhvatila žena i upravljala je okretnom četverostranom metalnom kutijom na vrhu staklene vitrine gdje je riječ "Stop" obojena crvenom bojom, a riječ "Idi" obojena bijelom bojom.
Električni semafor razvio je 1912. godine Lester Wire, policajac iz Salt Lake Cityja u Utahu, koji je također koristio crveno-zeleno svjetlo. Dana 5. kolovoza 1914. američka kompanija za prometne signalizacije postavila je sustav prometnih signala na uglu Istočne 105. ulice i avenije Euclid u Clevelandu, Ohio. Imao je dvije boje, crvenu i zelenu, i zvučni signal, zasnovan na dizajnu Jamesa Hogea, kako bi upozorio na promjene boje. Dizajn Jamesa Hogea omogućio je policijskim i vatrogasnim stanicama kontrolu signala u slučaju nužde. Prvi četveronožni, trobojni semafor stvorio je policijski službenik William Potts u Detroitu u Michiganu 1920. godine. Ashville, Ohio, tvrdi da je dom najstarijeg semafora u Sjedinjenim Državama, koji se koristio na raskrižju javnih cesta od 1932. do 1982. kada je premješten u lokalni muzej. Mnogo slika povijesnih semafora pojavljuje se na stranici Trivia Traffic Signal.
Toranj je bila prva inovacija koja je koristila trobojnu prometnu signalizaciju i pojavila se najprije u Gradu Detroitu, gdje je prvi trostruki semafor izgrađen na raskrižju Michigan-ove i Woodward-ove avenije 1920. Čovjek iza ove trojice. semafor u boji bio je policajac William Potts iz Detroita. Brinulo ga je kako policajci na četiri različita signala svjetla ne mogu istovremeno mijenjati svoja svjetla.
Prvi međusobno povezani prometni signalni sustav instaliran je u Salt Lake City-u 1917. godine, sa šest povezanih raskrižja kojima se istovremeno upravlja s ručnom sklopkom.
Prvi semafori u Britaniji postavljeni su u Piccadilly Circus 1926. Wolverhampton je bio prvi britanski grad koji je 1927. uveo automatizirane semafore na Princes Squareu na spoju ulice Lichfield i Princess Street.
Melbourne je prvi grad u Australiji koji je 1928. godine instalirao semafor na raskrižju Collinsa i Swanston Streeta.
Sustav s dvanaest svjetla postao je dostupan tek 1928. godine, a još jedna karakteristika svjetlosnog sustava bila je ta što su kapuljače postavljene iznad svjetla i svaka je leća napuštena pijeskom kako bi povećala dnevnu vidljivost.
I kula i semafori su ukinuti 1930. Kule su bile prevelike i ometale promet; semafori su bili premali i vozači ih nisu mogli vidjeti noću.
Prvi semafor u Južnoj Indiji postavljen je u Egmore Junction, Chennai 1953. Grad Bangalore postavio je svoj prvi semafor u Corporation Circle 1963. godine.
Kako su se računala počela razvijati, kontrola semafora također se poboljšavala i postajala je lakša. 1967. godine grad Toronto bio je prvi koji je koristio naprednija računala koja su bila bolja u otkrivanju vozila. Zahvaljujući novim i boljim računalima protok prometa kretao se još brže nego s korištenjem tornja. Računala su održavala kontrolu nad 159 signala u gradovima putem telefonskih linija. Ljudi su pohvalili računala zbog njihovih sposobnosti otkrivanja. Zahvaljujući uređajima za otkrivanje mogla bi promijeniti duljinu zelenog svjetla na temelju jačine automobila koji čekaju. Uspon računala je model kontrole prometa koji se danas koristi u 21. stoljeću.
Odbrojavanje vremena na semaforima uvedeno je 1990-ih. Mjerači vremena korisni su pješacima, planirati ima li vremena za prijelaz raskrižja prije završetka faze hodanja, a vozačima je potrebno znati koliko vremena prije uključivanja svjetla. U Sjedinjenim Državama vremenski ograničeni promet za vozila su zabranjeni, ali na novim ili nadograđenim signalima na širim kolnim cestama sada su potrebni pješački odbrojavači.

## Optika
Tradicionalno su se koristile žarulje sa žarnom niti i halogene žarulje. Zbog slabe učinkovitosti svjetlosti i jedne točke kvara (izgaranje žarulje) općine sve više naknadno montiraju prometne signale s LED nizovima koji troše manje energije, imaju povećanu svjetlosnu snagu, traju znatno duže i u slučaju pojedinačnog kvara LED-a, i dalje djelujte iako sa smanjenim jačinom svjetlosti. Uz upotrebu optike, uzorak svjetlosti LED matrice može biti usporediv s uzorkom žarulje sa žarnom niti.